# Oceans of Slumber
Gli Oceans of Slumber sono un gruppo musicale statunitense fondato da Charles "Dobber" Beverly a Houston, in Texas, nel 2011.
Il loro stile si caratterizza per una commistione di progressive metal e doom metal, ai quali si uniscono anche influenze death metal, black metal, soul e southern rock. Peculiare della musica del gruppo è anche l'impronta data, a partire dal secondo album, dalla cantante Cammie Gilbert, la cui calda voce tende al soul, al blues e al jazz. Dal quarto album, la band ha iniziato a sfruttare anche il theremin. Col quinto album il sound si è fatto più morbido, con forti tendenze southern rock, country, e gothic rock. Per quanto riguarda i testi, sono per lo più introspettivi e legati al vissuto dei membri del gruppo.
Dalla critica, gli Oceans of Slumber sono stati talvolta paragonati agli Opeth.

## Storia del gruppo
Il 28 gennaio 2013 gli Oceans of Slumber hanno pubblicato l'album d'esordio Aetherial, autoprodotto. Poco dopo il cantante Ronnie Allen Gates ha lasciato la band e è stato sostituito da Cammie Gilbert, che è divenuta subito la principale compositrice assieme a Beverly.
Nel 2015 è entrato in formazione il tastierista Beau Beasley, con lo pseudonimo Uaeb Yelsaeb. Con lui il 21 agosto la band ha pubblicato l'EP autoprodotto Blue e a settembre ha firmato un contratto discografico con la Century Media Records.  Il 15 gennaio 2016 ha pubblicato i singoli Winter e Suffer the Last Bridge, entrambi promossi con dei videoclip, seguiti da Turpentine il 12 febbraio. Il 4 marzo è stato pubblicato l'album Winter e, poco dopo, gli Oceans of Slumber hanno aperto i concerti europei dei Ne Obliviscaris e degli Enslaved, per poi esibirsi da soli in Texas. Durante lo stesso anno, Uaeb Yelsaeb ha abbandonato la band.
Il 17 dicembre 2017 la band ha pubblicato il singolo The Decay of Disregard, seguito il 19 gennaio 2018 da The Banished Heart e il 16 febbraio da No Color, No Light, quest'ultimo con la partecipazione del cantante svedese Tom S. Englund degli Evergrey; per tutti e tre sono stati girati dei videoclip. Il 3 marzo 2018 è stato pubblicato l'album The Banished Heart. Per promuoverlo, gli Oceans of Slumber hanno intrapreso un tour statunitense insieme agli Insomnium, e poi hanno aperto i concerti degli Epica nel Regno Unito e in Irlanda. In questo periodo entra stabilmente in formazione il tastierista e thereminista Mat V. Aleman. Il 21 novembre 2018 è stato reso pubblico l'abbandono della band da parte dei chitarristi Sean Gary e Anthony Contreras, seguiti poco dopo dal bassista Keegan Kelly; al loro posto sono entrati in formazione i chitarristi Alexander Lucian e Jassie Santos e il bassista Semir Ozerkan.
Nel 2019 gli Oceans of Slumber hanno supportato gli Swallow the Sun durante la loro tournée europea.
L'8 maggio 2020, la band ha pubblicato una cover di Strange Fruit, brano jazz originariamente scritto da Abel Meeropol e reso famoso da Billie Holiday; il videoclip del singolo è stato girato a febbraio, in occasione del Mese della storia dei neri, dedicato alla diaspora africana verso gli Stati Uniti e il Canada.
Il 5 giugno è stato pubblicato il singolo A Return to the Earth Below, il 10 luglio The Adorned Fathomless Creation, il 21 luglio The Colors of Grace e il 31 agosto To the Sea (A Tolling of the Bells); per tutti sono stati diffusi dei videoclip. Il 4 settembre la band ha pubblicato il quarto album, Oceans of Slumber, e contestualmente è stato diffuso il lyric video del brano Pray for Fire.
Il 25 settembre 2020 è stato pubblicato l'album Transitus del progetto Ayreon; nell'opera rock del compositore olandese Arjen Anthony Lucassen, Cammie Gilbert ha interpretato il ruolo di Abby.

## Formazione
Attuale

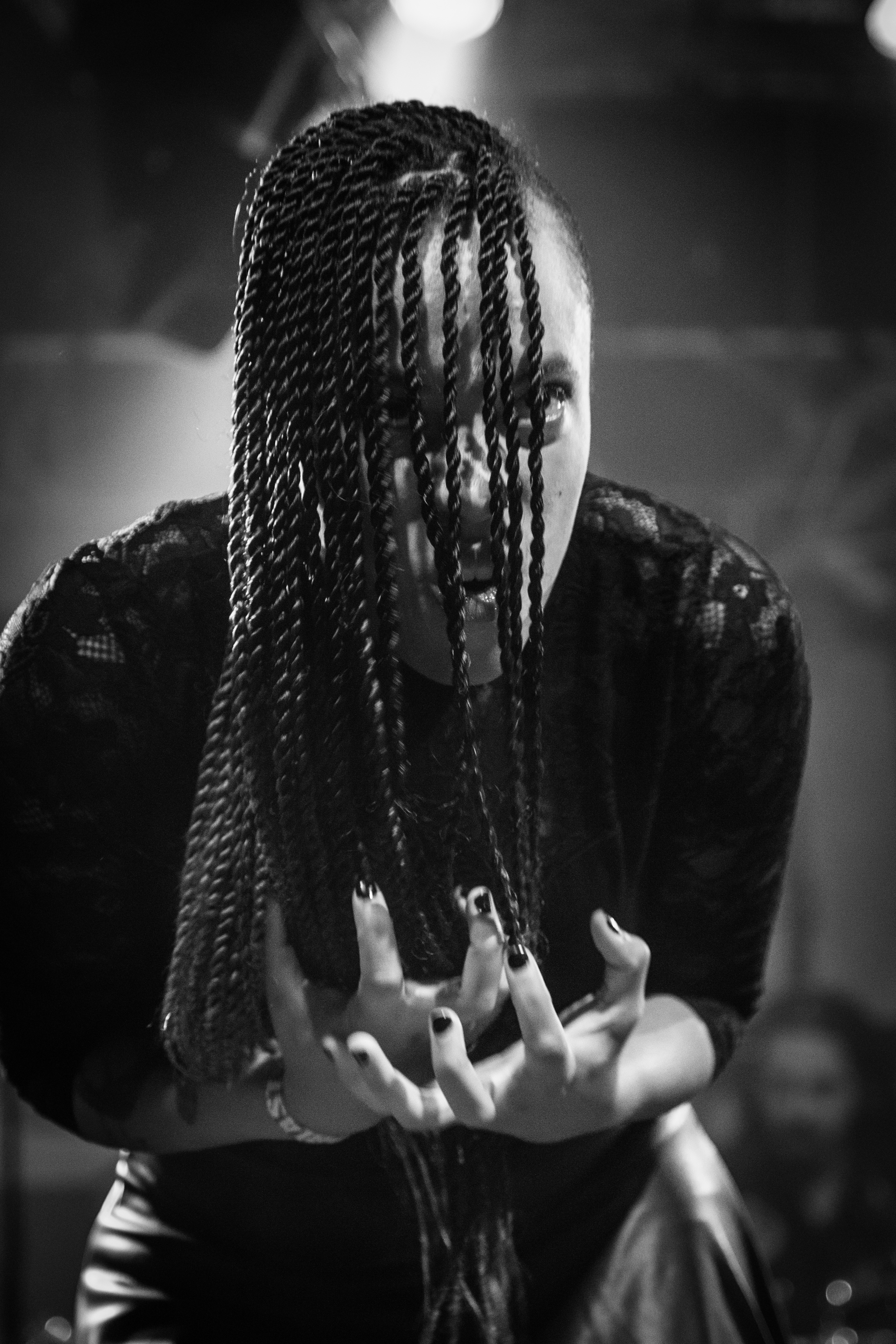
Gilbert all'Euroblast 2016

- Cammie Gilbert – voce (2014-presente)
- Alexander Lucian – chitarre, cori (2019-presente)
- Jessie Santos – chitarre (2019-presente)
- Semir Ozerkan – basso, cori (2019-presente)
- Mat V. Aleman – tastiere, theremin, pianoforte (2018-presente)
- Charles "Dobber" Beverly – batteria,  pianoforte, tastiere (2011-presente)

Ex-componenti
- Ronnie Allen Gates – voce (2011–2014)
- Sean Gary – chitarre, voce death (2011–2018)
- Anthony Contreras – chitarre, cori (2011–2018)
- Keegan Kelly – basso, cori (2011–2019)
- Uaeb Yelsaeb – tastiere (2015)

## Discografia
- 2013 – Aetherial
- 2015 - Blue (EP)
- 2016 – Winter
- 2018 – The Banished Heart
- 2020 – Oceans of Slumber
- 2022 – Starlight and Ash